# Zenyatta

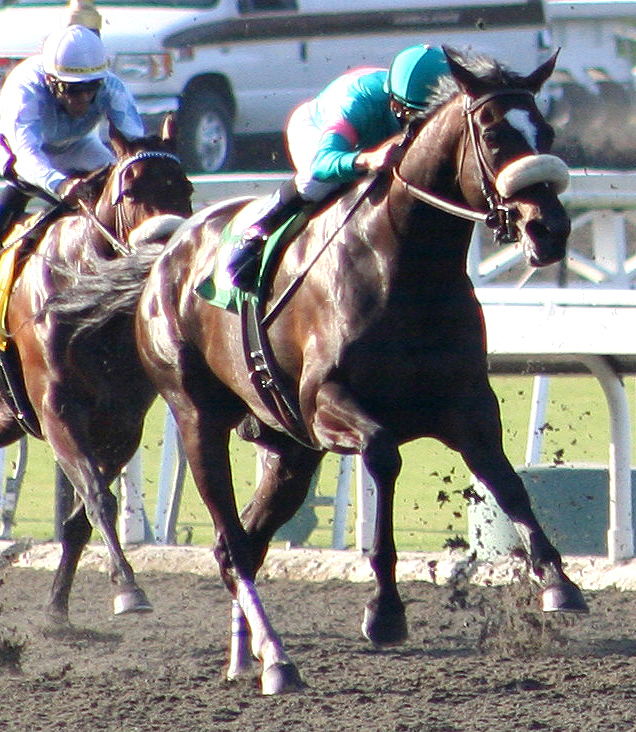
Zenyatta wygrywa Lady’s Secret Stakes 2010.

Zenyatta (ur. 1 kwietnia 2004) – emerytowana amerykańska klacz wyścigowa pełnej krwi angielskiej. Zasłynęła z wygrania Breeders’ Cup Classic 2009, stając się pierwszą i jedyną do tej pory klaczą w historii, której się to udało.

## Życiorys
Jej ojcem jest Street Cry, którego jeden z synów, Street Sense, wygrał Kentucky Derby w 2007 roku. Jest on również ojcem klaczy Winx, która jest uważana za jednego z najlepszych koni wyścigowych w historii Australii. Matka Zenyatty, Vertigineux, nie odnosiła sukcesów na torze.
Przyszła na świat w Lexington w stanie Kentucky. Kiedy miała rok, Jerry i Ann Moss kupili ją na aukcji za 60 000 dolarów. Jej trenerem został John Shirreffs, a dżokejem Mike E. Smith.

### Sezon 2007
Zenyatta nie ścigała się jako dwulatka. Karierę rozpoczęła dopiero w wieku trzech lat. 22 listopada wygrała Maiden Special Weight o trzy długości.15 grudnia zwyciężyła w gonitwie Allowance na torze Hollywood Park.

### Sezon 2008
13 stycznia wygrała El Encino Stakes i pobiła rekord. W sierpniu zwyciężyła w Apple Blossom Handicap, z łatwością pokonując czempionkę starszych klaczy, Ginger Punch. Następnie wygrała Milady Handicap i Vanity Handicap. Potem wygrała Clement L. Hirsch Stakes i znowu pobiła rekord. We wrześniu wygrała Lady’s Secret Stakes. 24 października jako faworytka pobiegła w Breeders’ Cup Ladies Classic i wygrała z łatwością. Był to drugi najszybszy bieg w historii całego Breeders’ Cup na tym dystansie. Za osiągnięcia z 2008 roku zdobyła Nagrodę Eclipse dla najlepszej starszej klaczy.

### Sezon 2009

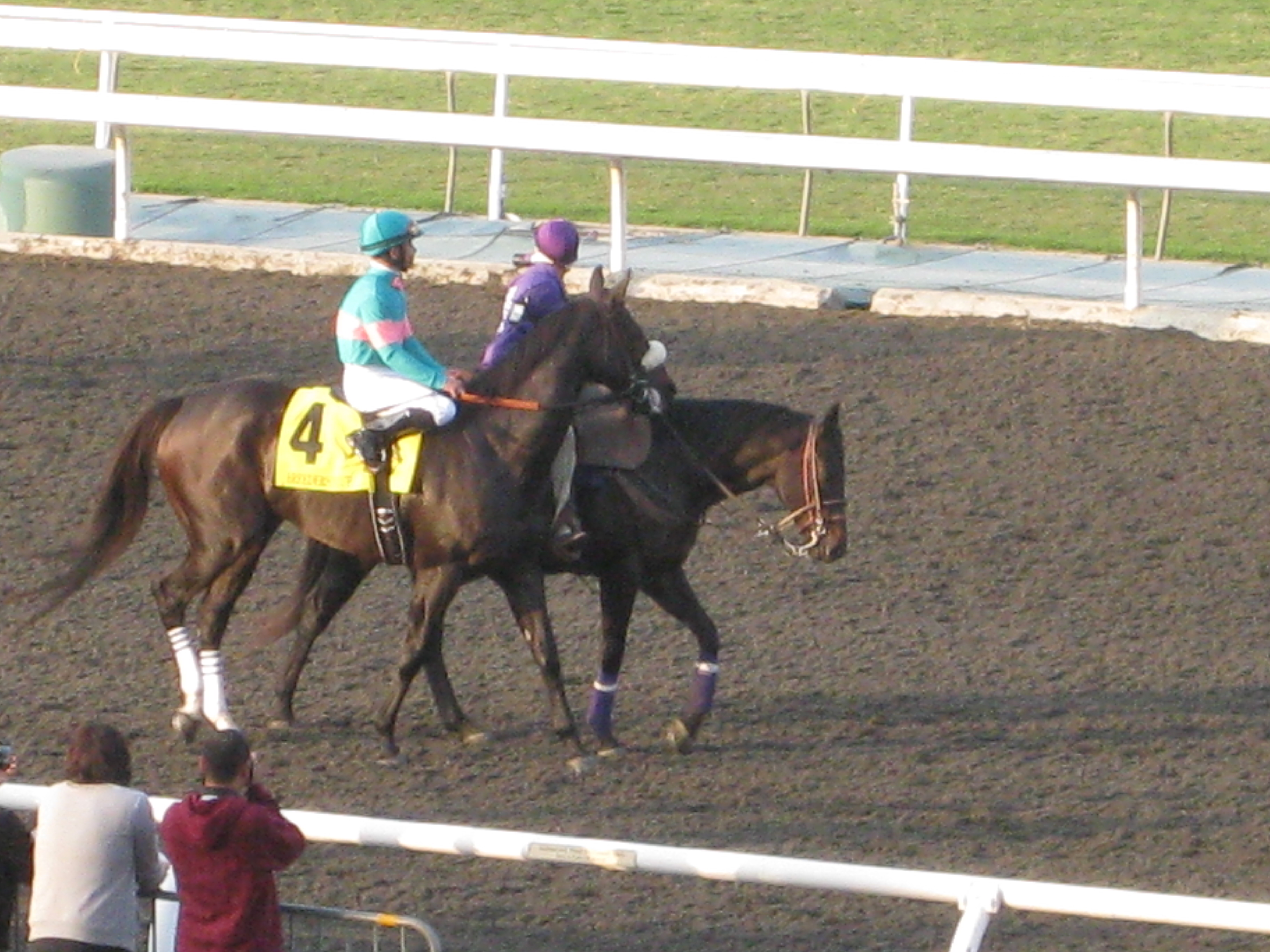
Zenyatta przed Breeders’ Cup Classic 2009.

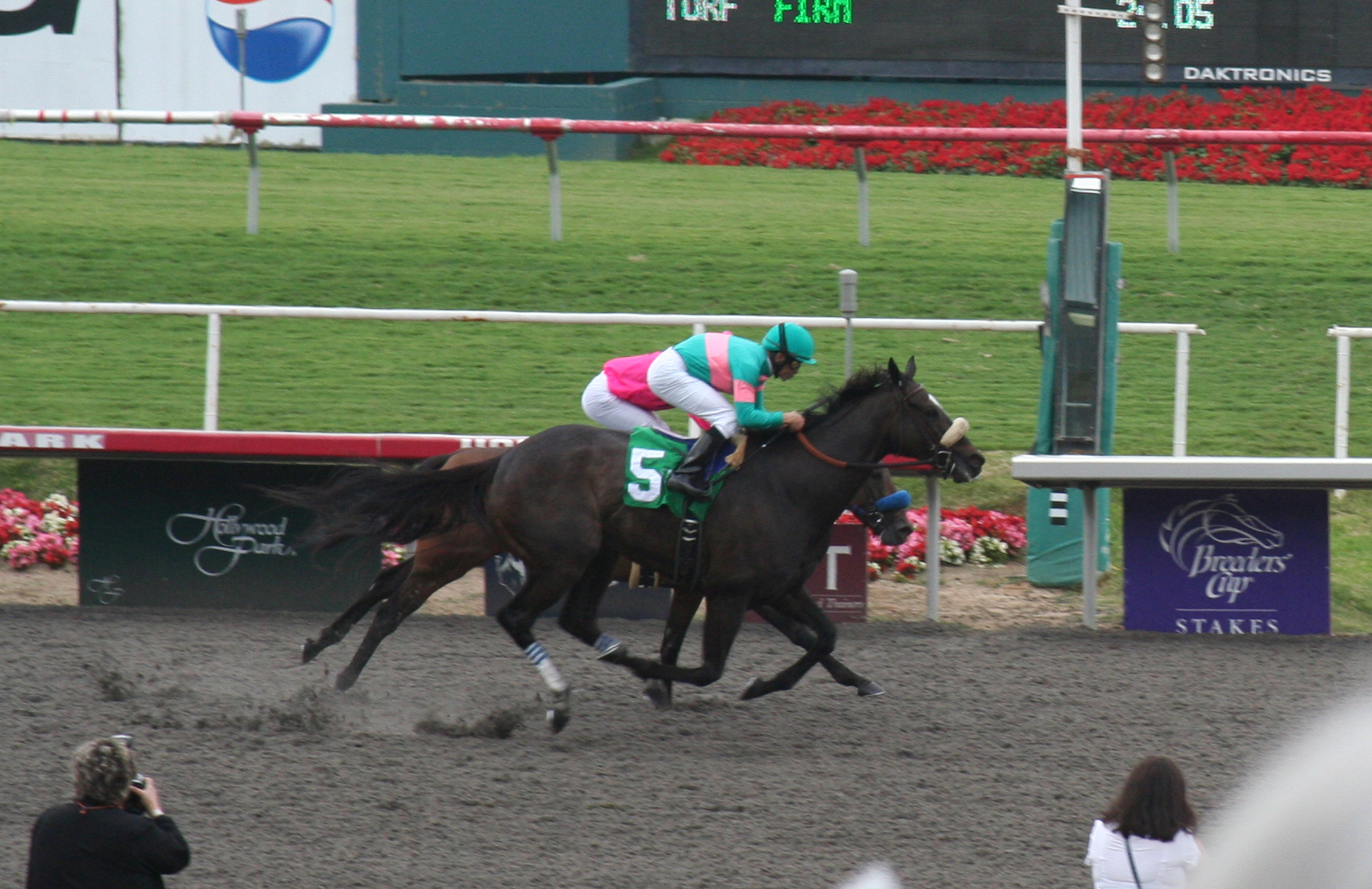
Zenyatta, Vanity Handicap 2010.

23 maja znowu wygrała Milady Handicap, a w czerwcu ponownie zwyciężyła w Vanity Handicap. Drugi rok z rzędu wygrała Clement L. Hirsch Stakes i Lady’s Secret Stakes. Po tym sukcesie ogłoszono, że zmierzy się z ogierami w Breeders’ Cup Classic.
7 listopada została pierwszą klaczą w historii, która wygrała Breeders’ Cup Classic. Pokonała ogiera Gio Ponti o jedną długość. Tym samym nadal pozostawała niepokonana. W stawce biegł zwycięzca Kentucky Derby, Mine That Bird oraz zwycięzca Belmont Stakes, Summer Bird. Za swoje niezwykłe osiągnięcie nie tylko ponownie zdobyła Nagrodę Eclipse dla najlepszej starszej klaczy, ale także zajęła drugie miejsce za Sereną Williams w plebiscycie na najlepsą atletkę 2009 roku. Nie zdobyła jednak tytułu Konia Roku – odebrała jej go młodsza od niej klacz, Rachel Alexandra, która pokonała ogiery w Preakness Stakes, Haskell Invitational Handicap i Woodward Stakes.

### Sezon 2010
13 marca Zenyatta wygrała swój piętnasty wyścig z rzędu – Santa Margarita Invitational Handicap. Miała zmierzyć się z Rachel Alexandrą w Apple Blossom Invitational, jednak z powodu ostatniej przegranej została wycofana. Pozbawiona konkurencji Zenyatta z łatwością wygrała swój szesnasty wyścig z rzędu. W czerwcu wygrała Vanity Invitation Handicap. W sierpniu po raz trzeci zwyciężyła w Clement L. Hirsch Stakes. 2 października po raz kolejny wygrała Lady’s Secret Stakes. Ponownie postanowiono wystawić ją w Breeders’ Cup Classic. Właściciele chcieli, by jako drugi koń w historii, zaraz po Tiznow, dwukrotnie wygrała Breeders’ Cup Classic. Chcieli również, by zakończyła karierę jako niepokonana. Nie zdążyła jednak nadrobić strat i w wyniku błędu dżokeja przegrała o nos z ogierem Blame. Po tej przegranej klacz przeszła na emeryturę. Zakończyła karierę z 19 zwycięstwami na 20 startów i zarobkami wynoszącymi 7 304 580 dolarów.
Zdobyła Nagrodę Eclipse dla najlepszej starszej klaczy oraz tytuł Konia Roku 2010. Znowu znalazła się na drugim miejscu w plebiscycie na atletkę roku, tym razem ustępując pierwszego miejsca Lindsey Vonn.

## Emerytura
Zenyatta spędza emeryturę na Lane’s End Farm w Versailles, Kentucky. W marcu została pokryta ogierem Bernardini, a 8 marca 2012 roku urodziła ciemnogniadego ogiera, którego później nazwano Cozmic One. Ścigał się jedynie dwa razy, ale kiepsko sobie radził. W 2018 został wykastrowany i od tamtej pory bierze udział w „Retired Racehorse Project”, gdzie ma szansę sprawdzić się w innych dyscyplinach sportowych.
1 kwietnia 2013 urodziła kasztanowatego ogiera, którego ojcem jest Tapit. Później nadano mu imię Ziconic. Również nie odnosi sukcesów na torze.
20 kwietnia 2014 urodziła klacz po ogierze War Front. 28 października tego samego roku klacz uległa wypadkowi na padoku. Podczas zabawy inny źrebak wpadł na nią, w wyniku czego klacz złamała kręgosłup. Została poddana eutanazji.
10 kwietnia 2016 roku ponownie urodziła źrebię po koniu War Front, tym razem syna. Ogierek padł zaledwie dwa dni później z powodu zespołu aspiracji smółki.
9 maja 2017 roku urodziła klacz po Medaglia d’Oro, który jest ojcem takich koni jak Rachel Alexandra czy Songbird. W czerwcu tego samego roku pokryto ją koniem Into Mischief, ale z powodu choroby poroniła. By mogła w pełni dojść do siebie, nie została zaźrebiona w 2018 roku.